# Pulkkila
Pulkkila est une ancienne municipalité du centre-ouest de la Finlande, dans la province d'Oulu et la région d'Ostrobotnie du Nord. Elle a été fusionnée au 1er janvier 2009 dans la nouvelle municipalité de Siikalatva, avec ses voisines Piippola, Kestilä et Rantsila.

## Histoire
Si la première mention du lieu date de 1562, sous le nom de Naaraskoski, la paroisse n'entre véritablement dans l'histoire de la Finlande qu'en 1808. Dans le cadre de la Guerre de Finlande, une bataille s'y tient le 2 mai lors de la contre-offensive suédoise du printemps 1808. Les troupes du général suédois Sandels y remportent une nette victoire sur les troupes russes d'Obuhov.
La première église fut construite en 1671, puis reconstruite à plusieurs reprises à la suite des incendies. L'actuelle église date de 1909 (Josef Stenbäck) et le clocher de 1843 (selon les plans de Carl Ludwig Engel).
Au XXe siècle, la commune connaît un modeste développement autour de l'industrie du métal, qui reste aujourd'hui le premier employeur (usine du groupe Rautaruukki). Lors de la fusion des 4 communes en 2009, le village de Pulkkila devient le centre administratif de la nouvelle municipalité de Siikalatva.

## Géographie
L'ancienne commune était située dans la vallée de la rivière Siikajoki. La rivière est barrée depuis 1970 par un important barrage. Le lac de barrage d'Uljua représente en moyenne 147 millions de m³ pour 28 km² mais sa superficie varie largement au cours de l'année.
Le village proprement dit est traversé par la nationale 4 (E75), le principal axe nord-sud du pays. Il se situe à environ 90 km au sud de la capitale provinciale Oulu.
Les municipalités voisines étaient en 2008 (juste avant la fusion) Rantsila au nord, Kestilä à l'est, Piippola au sud et Haapavesi à l'ouest.